# Sankt Paulus angelikaler
Sankt Paulus angelikaler är en kvinnlig orden inom Romersk-katolska kyrkan. Orden grundades av Antonio Maria Zaccaria som en förgrening till Sankt Paulus regularklerker och godkändes av påve Paulus III år 1535. Systrarna ägnar sig åt mission och undervisning baserat på aposteln Sankt Paulus lära.